# سفارة نيوزيلندا في بولندا
سفارة نيوزيلندا في بولندا هي أرفع تمثيل دبلوماسي لدولة نيوزيلندا لدى بولندا. تقع السفارة في وهي تهدف لتعزيز المصالح النيوزيلندية في بولندا.

## وصلات خارجية
- الموقع الرسمي
- قائمة سفارات نيوزيلندا
- قائمة السفارات في بولندا